# Кампобело ди Мадзара
Кампобѐло ди Мадза̀ра (на италиански: Campobello di Mazara, на сицилиански Campubeddu, Кампубеду) е малък град и община в южна Италия, провинция Трапани, автономен регион и остров Сицилия. Разположен е на 110 m надморска височина. Населението на града е 10 830 души (към 2011 г.).